# Arthrophyllum pacificum
Arthrophyllum pacificum là một loài thực vật có hoa trong Họ Cuồng cuồng. Loài này được Philipson mô tả khoa học đầu tiên năm 1977.